# Angicos (ort)
Angicos är en ort i Brasilien.   Den ligger i kommunen Angicos och delstaten Rio Grande do Norte, i den östra delen av landet, 1 700 kilometer nordost om huvudstaden Brasília. Angicos ligger 113 meter över havet och antalet invånare är 7 728.
Terrängen runt Angicos är platt. Runt Angicos är det glesbefolkat, med 9 invånare per kvadratkilometer.. Det finns inga andra samhällen i närheten.
Omgivningarna runt Angicos är huvudsakligen savann.